# 12408 Fujioka
12408 Fujioka eller 1995 SP2 är en asteroid i huvudbältet som upptäcktes den 20 september 1995 av den japanska astronomen Akimasa Nakamura vid Kuma Kogen-observatoriet. Den är uppkallad efter den japanske skådespelaren Hiroshi Fujioka.
Asteroiden har en diameter på ungefär 2 kilometer.